# Afropsephenoides marlieri
Afropsephenoides marlieri là một loài bọ cánh cứng trong họ Psephenidae. Loài này được Basilewsky miêu tả khoa học đầu tiên năm 1959.